# ФИБА Океания
ФИБА Океания е зона на Международната баскетболна федерация (FIBA), която включва всичките 21 федерации на Океания, които са членки на ФИБА.

## Национални отбори
- Американска Самоа
- Австралия
- острови Кук
- Микронезия
- Фиджи
- Гуам
- Кирибати
- Маршалови острови
- Науру
- Нова Каледония
- Нова Зеландия
- остров Норфолк
- Северни Мариански острови
- Палау
- Папуа Нова Гвинея
- Самоа
- Соломонови острови
- Таити
- Тонга
- Тувалу
- Вануату

## Най-добри отбори
| Място | Отбор         | Точки |
| ----- | ------------- | ----- |
| 10    | Австралияш    | 234   |
| 18    | Нова Зеландия | 102   |

ш Настоящ шампион на зоната